# Talisia hexaphylla
Talisia hexaphylla là một loài thực vật có hoa trong họ Bồ hòn. Loài này được Vahl miêu tả khoa học đầu tiên năm 1798.